# Новые Сулли
Новые Сулли (баш. Яңы Сүлле) — село в Ермекеевском районе Республики Башкортостан Российской Федерации. Входит в состав Старосуллинского сельсовета.

## География

### Географическое положение
Расстояние до:
- районного центра (Ермекеево): 13 км,
- центра сельсовета (Старые Сулли): 3 км,
- ближайшей ж/д станции (Приютово): 43 км.

## Население
| 2002 | 2009 | 2010 |
| ---- | ---- | ---- |
| 326  | ↘310 | ↘290 |

Национальный состав
Согласно переписи 2002 года, преобладающая национальность — мордва-эрзяне (81 %).